# Go-Shirakawa Tennō

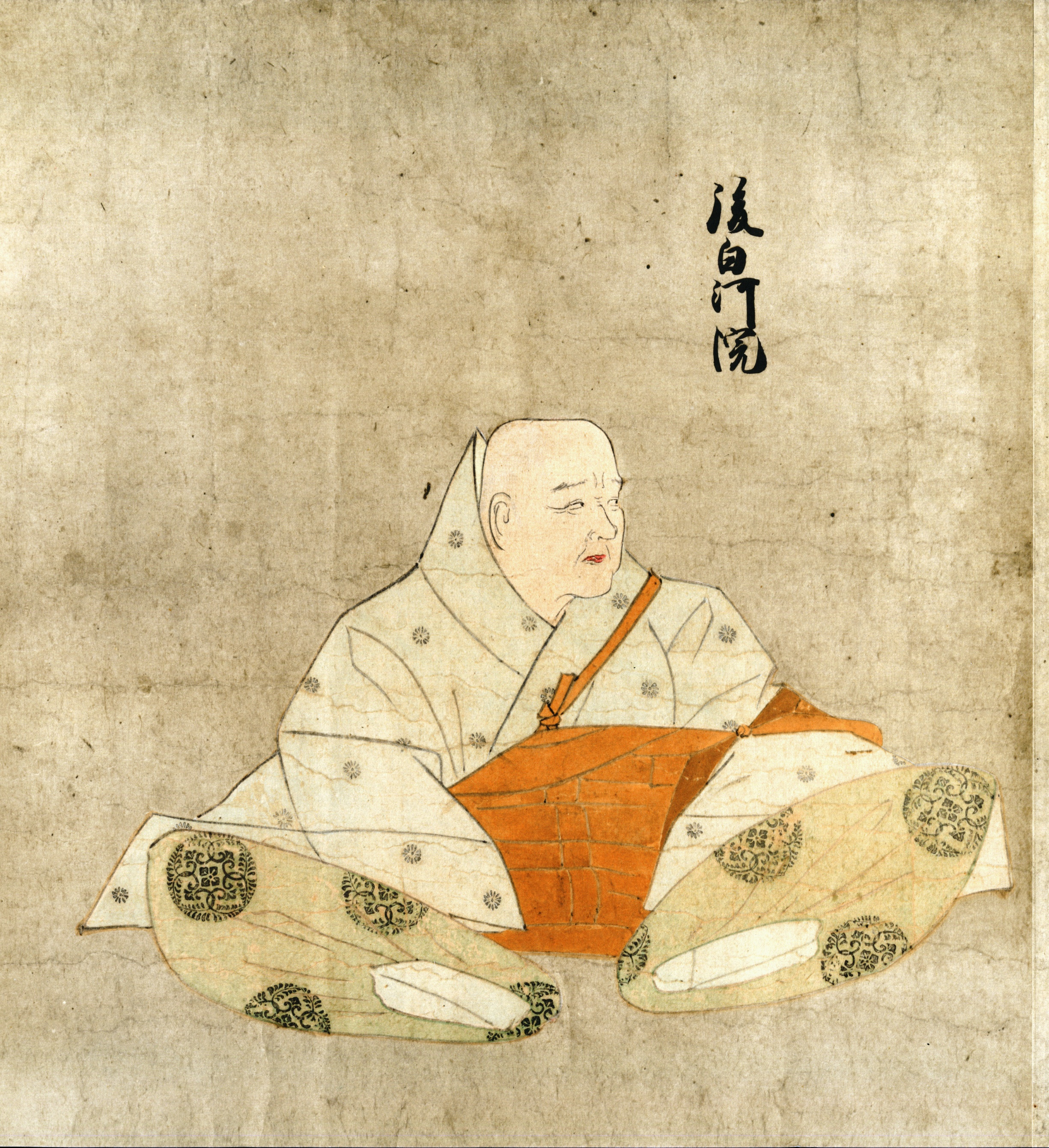
Go-Shirakawa Tennō.

Go-Shirakawa Tennō (後白河天皇?) (18 de octubre de 1127 – 26 de abril de 1192) fue el 77.º emperador de Japón, según el orden tradicional de sucesión. Reinó entre los años 1155 y 1158. Antes de ser ascendido al «Trono de Crisantemo», su nombre personal (imina) era Príncipe Imperial Masahito (雅仁親王 Masahito-shinnō?).

## Genealogía
El emperador Go-Shirakawa fue el cuarto hijo de Toba Tennō Su madre fue Shōko (璋子), hija de Fujiwara no Kinzane (藤原公実).
- Emperatriz (Chūgū): Tokudaiji (Fujiwara) ?
- Consorte: Minamoto Atsushiko (源懿子)

- Primer hijo: Príncipe Imperial Morihito (守仁親王, futuro Emperador Nijō)

- Dama de la Corte: Sanjō (Fujiwara) Sōko (三条（藤原）琮子)
- Dama de la Corte: Taira no Shigeko (平滋子)

- Séptimo hijo: Príncipe Imperial Norihito (憲仁親王, futuro Emperador Takakura)

- Consorte: Fujiwara Naruko (藤原成子)

- Tercer hijo: Príncipe Imperial Mochihito (以仁王)

## Biografía

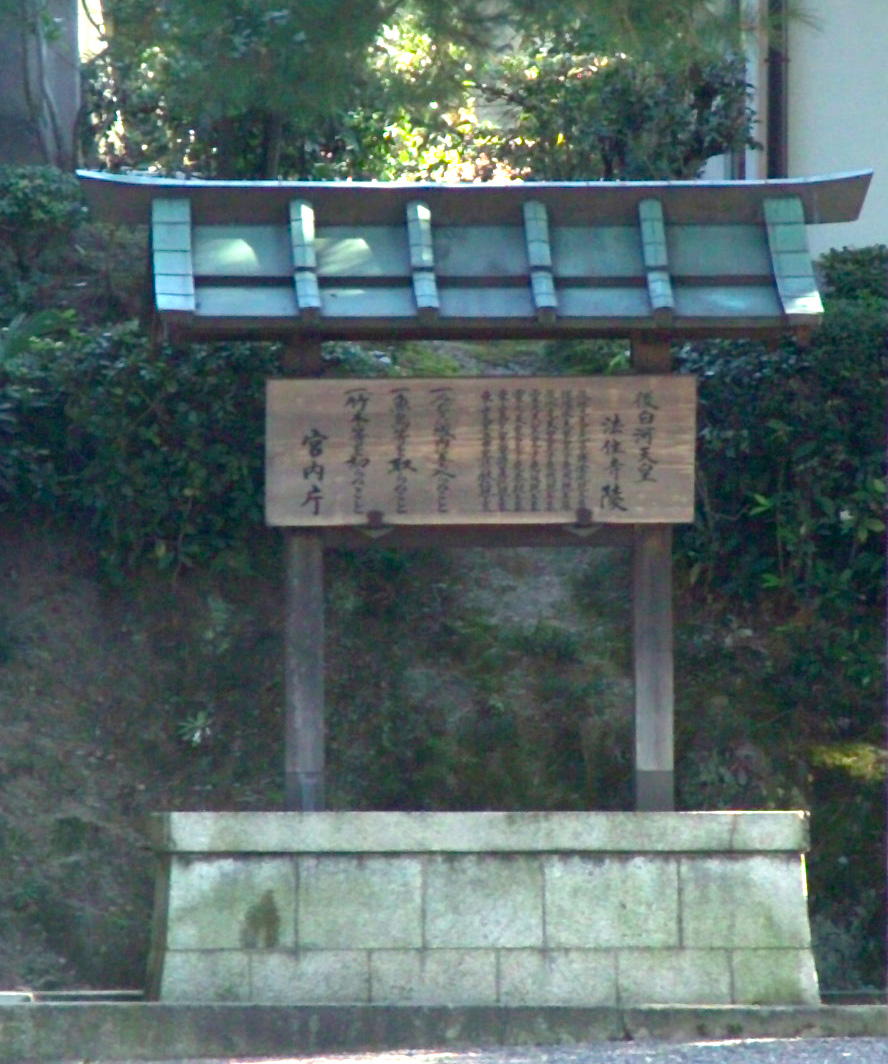
Tumba del Emperador Go-Shirakawa en Kioto.

El Príncipe Imperial Masahito fue candidato a asumir el trono en 1155, tras la repentina muerte de su hermano, el Emperador Konoe; su ascenso al trono fue apoyado por su padre, el Emperador Toba y Fujiwara no Tadamichi, miembro clave del clan Fujiwara. El retirado Emperador Sutoku se oponía a que el hijo del Emperador Go-Shirakawa asumiera como Emperador; pero el Príncipe Imperial Masahito fue coronado ese año, a la edad de 28 años, con el nombre de Emperador Go-Shirakawa.
Su ascensión aumentó la tensión entre el Emperador Toba y el Emperador Sutoku; el Emperador Toba asumió como Emperador Enclaustrado en el inicio de su reinado, hasta su muerte en 1156. Con la muerte del Emperador Toba, se inicia la Rebelión Hōgen, inicialmente una lucha de poder entre miembros de la Familia Imperial, pero en dicho conflicto la clase samurái apoyó al Emperador Go-Shirakawa. 
Entre estos guerreros se encontraban Minamoto no Yoshitomo y Taira no Kiyomori, líderes de los clanes Minamoto y Taira respectivamente. Con este apoyo, las fuerzas del Emperador Sutoku fueron derrotadas. Así el Emperador Go-Shirakawa tuvo un fortalecimiento en su poder como gobernante, y sólo la clase samurái sería el contrapeso de dicho poder. De hecho, el Emperador Go-Shirakawa fue uno de los personajes que permitió el inicio del declive del poder del clan Fujiwara y el inicio del ascenso de la clase samurái, que se consolidaría de manera definitiva poco antes de su muerte, con la creación del shogunato Kamakura en 1192, y que marca el inicio del dominio de lo samurái a través del shogunato por siete siglos hasta la Restauración Meiji a mediados del siglo XIX.
En 1158, el Emperador Go-Shirakawa abdica a la edad de 31 años, a favor de su hijo, el Emperador Nijō, y se convierte en Emperador Enclaustrado de cinco emperadores (Emperador Nijō, Emperador Rokujō, Emperador Takakura, Emperador Antoku y Emperador Go-Toba) hasta su muerte en 1192.
Tras asumir como Emperador Enclaustrado, establece buenas relaciones con Taira no Kiyomori, y ambos se muestran conformes con el inicio de las relaciones comerciales con China. Pero, tras la Rebelión Heiji en 1159, se inicia la rivalidad entre los clanes Taira y Minamoto; con la pérdida de los Minamoto y el incremento del poder de los Taira. Con este hecho, el Emperador Enclaustrado Go-Shirakawa decide cortar la relación con Kiyomori; y planeó un golpe de Estado contra Kiyomori en 1177, pero fracasó. Kiyomori le remueve el título de Emperador Enclaustrado y lo envía forzosamente a Toba-in, el antiguo palacio de su padre, el Emperador Toba, en 1179. 
Taira no Kiyomori decidió que su nieto el Príncipe Imperial Tokihito, sería Príncipe de la Corona y futuro Emperador de Japón. El Emperador Go-Shirakawa, en vistas de retomar el poder, envía secretamente a su hijo, el Príncipe Imperial Mochihito con el fin de reunirse con los Minamoto y declarar la guerra a los Taira. En 1180, el Príncipe Mochihito y Minamoto no Yorimasa inician las Guerras Genpei, una serie de batallas entre ambos clanes samurái, pero que inicialmente los Taira mantenían la ventaja en el conflicto.
Con la muerte de Kiyomori en 1182, el poder del clan Taira se debilitó y el Emperador Go-Shirakawa pudo retomar el poder como Emperador Enclaustrado. Con la derrota del clan Taira en 1185, el clan Minamoto tomó el poder dejado; creando una fricción entre el Emperador Go-Shirakawa y el líder del clan Minamoto, Yoritomo. Yoritomo decidió eliminar a todos sus rivales, entre ellos a su propio hermano, Yoshitsune. Poco después, tanto Yoritomo como el Emperador Go-Shirakawa se reconcilian y este permite a Yoritomo que funde el shogunato Kamakura.
Poco después, el Emperador Go-Shirakawa muere a la edad de 64 años.

## Kugyō
Kugyō (公卿) es el término colectivo para los personajes más poderosos y directamente ligados al servicio del emperador del Japón anterior a la restauración Meiji. Eran cortesanos hereditarios cuya experiencia y prestigio les había llevado a lo más alto del escalafón cortesano.
- Kanpaku: Fujiwara no Tadamichi (1099 – 1164)[5]
- Daijō Daijin: Sanjō Saneyuki (1099 – 1162)[5]
- Sadaijin: Fujiwara no Yorinaga (1120 – 1156)[5]
- Udaijin:
- Nadaijin:
- Dainagon:

## Eras
- Kyūju (1154 – 1156)
- Hōgen (1156 – 1159)

## Sucesión
| Predecesor: Konoe Tennō | Emperador de Japón 1155 - 1158 | Sucesor: Nijō Tennō |

- Datos: Q317984
- Multimedia: Emperor Go-Shirakawa / Q317984